# Статистический временник Российской империи
«Статисти́ческий временни́к Росси́йской импе́рии» — сборник, выходивший в Санкт-Петербурге с 1866 по 1890 год.

## История
Сборник «Статистический временник Российской империи» — выходил в Санкт-Петербурге неопределенно с 1866 по 1890 год.
Сборник выходил в трех сериях. Серия I — выпуск 1 (1866); серия II — выпуски 1—25 (1871—1884); серия III — выпуски 1—25 (1884—1890).
Редакторы сборника: серия I — Л. И. Бларамберг, А. Б. Бушен, Е. К. Огородников, А. Д. Добровольский, И. И. Вильсон, И. Ф. Баранов; серия II и III — В. В. Додонов, А. В. Дубровский, В. В. Зверинский, П. А. Охочинский, В. К. Путковский и др.
«Статистический временник Российской империи» представлял из себя специальное статистическое издание. Серия I «Временника» состояла из трех отделов: статистика территории и населения России; статистика промышленности и торговли; сведения о финансах, военных и морских силах, народном просвещении и преступности. Однако уже со следующего выпуска
Во II серии материал группировался по определенным отраслям статистики. Публиковались статистические материалы о движении населения в России, о посевах зерновых культур, распределении земельных угодий, поземельной собственности, численности скота и т. д. Большое место в сборниках занимала промышленная и торговая статистика.
С 1888 года выпускался под названием «Временник центральной статистической комиссии» и «Статистика Российской империи».